# Lien Deyers
Lien Deyers est une actrice néerlandaise naturalisée allemande.
Elle travailla principalement en Allemagne, où elle fut découverte par Fritz Lang.

## Biographie
Lien Deyers est la fille d'un professeur de piano et d'une couturière, Nathan Spanier (1857-1916) et Johanna Liefjes (1889-1920), et elle est la demi-sœur d'Andre, qui fréquenta des foyers d'enfants catholiques.
Au moment de sa naissance, sa mère vivait dans la Reguliersbreestraat. Après son mariage en 1910 avec Nathan Spanier, qui avait une trentaine d'années de plus, la famille a déménagea régulièrement dans le centre d'Amsterdam. Déjà à l'âge de cinq ans, Lien a été repérée par le producteur de films et exploitant de théâtre d'Amsterdam David Sluizer, mais cela ne déboucha sur rien.
Après la mort de Nathan Spanier en 1916, la mère de Lien a eu une relation avec Bertus Dijjers, chef et gérant du célèbre restaurant Louis XVI sur la Rembrandtplein. Elle a emménagé avec lui mais ils n'étaient pas mariés lorsqu'elle est morte à l'été 1920, Dijjers s'est occupé des deux enfants  et a ensuite acheté en 1921 l'hôtel Corona (nl) à La Haye. Il s'est ensuite marié avec Charlotte Ahnert qui, sous le pseudonyme de Lotte Erol (de), avait joué au Theater in der Josefstadt de Vienne et au Schauspielhaus Düsseldorf (de) ainsi que dans des films muets tels que Die Beichte einer Verurteilten (1915) avec Adele Sandrock, et qui, au moment de leur rencontre, se produisait dans des cabarets néerlandais, dont celui de Louis Davids et le Diligentia (nl)
En 1923, la famille Dijjers s'installa à Vienne et Lien fit la navette entre La Haye, Vienne et plus tard Lausanne, où elle se trouva dans un pensionnat de jeunes filles qui fit d'elle une francophone. Lotte Erol l'introduisit dans le milieu culturel viennois et lui donna des cours de théâtre.
En août 1926, le journal autrichien Mein Film (de) organise un concours et elle envoie sa photo, ce qui lui permet d'être invitée avec 20 autres jeunes femmes en mars 1927 pour faire des essais à l'écran avec le réalisateur Hans Otto Löwenstein. Mein Film la désigna comme étant la meilleure, et plus tard dans la salle de rédaction, elle rencontra Fritz Lang lors d'une séance d'autographes. Il la fit venir à Berlin et l'engagea pour son film Les Espions, adaptation du roman éponyme Les Espions de sa femme, Thea von Harbou, également coscénariste du film. Fritz Lang lui fit aussi signer un contrat de huit ans, qu'elle contesta ensuite pour ses clauses abusives. Elle le contesta deavant la justice et obtint d'abord gain de cause en novembre 1928. Fritz Lang fit appel, et elle dut lui payer de lourdes indemnités : les relations entre les deux, qui étaient déjà assez froides, tombèrent au plus bas.
Lien Deyers fit une carrière rapide ; en huit ans, elle joua (avec des cheveux blonds) dans neuf films muets et 24 parlants. En général, elle jouait la fille mignonne qui finissait par devenir l'amoureuse du personnage principal. Elle était adorée en Allemagne par les écolières et sa mignoncité lui valut le surnom de Seelchen (petite âme, poupée fragile ; surnom de son personnage dans La Sainte et le fou). Elle n'avait pas de formation officielle en théâtre et devait avoir une expérience pratique. Elle a beaucoup appris de l'acteur William Dieterle et de sa femme, l'actrice Charlotte Hagenbruch (de), qui s'est occupée d'elle au début de sa carrière et avec qui elle a vécu dans leur maison pendant un certain temps.
En France, elle participa à l'important film Le Capitaine Fracasse. Aux Pays-Bas, elle fut une grande star dès ses débuts dans Les Espions. La presse néerlandaise a plus écrit sur elle que sur Truus van Aalten ou Jetta Goudal, deux autres actrices néerlandaises ayant fait carrière à l'étranger. Lorsqu'elle est revenue à La Haye en train, son heure d'arrivée a été annoncée dans les journaux. Lors des apparitions publiques, de grandes foules l'attendaient, ainsi qu'à l'hôtel Dyjers du Buitenhof de La Haye, l'actuelle hôtel Corona (nl), où on pouvait souvent l'admirer. Pourtant, elle ne joua jamais dans un film néerlandais. Au début des années 30, il y a eu également un certain intérêt de la part d'Hollywood, mais cela ne s'est jamais concrétisé. D'une part, Dyjers y mit fin, d'autre part, il y avait des obligations envers l'UFA. Elle est également devenue une star en Allemagne et en Autriche. Son image apparaissait fréquemment dans les séries de cartes photo émises par les marques de cigarettes.
Dans ses premiers films sonores, elle avait encore un fort accent néerlandais, mais avec Le Studio amoureux (1932) de Max Ophüls, il a largement disparu. En 1932, elle se fiança au réalisateur et producteur allemand (mais né à Chicago) Alfred Zeisler (1897-1985), qui travaillait en Allemagne depuis 1924. Elle l'avait rencontré un an auparavant en tant que réalisatrice du film Sein Scheidungsgrund, dans lequel elle jouait le rôle principal. Le mariage a eu lieu à Amsterdam le 16 août 1934 et il a fait la une des journaux et des actualités. Ensemble, ils s'installent dans la villa de Zeisler à Neubabelsberg près de Potsdam, une banlieue de Berlin, puis dans les collines de Beverly Hills en Allemagne. Ce mariage lui a donné la nationalité allemande.
Elle et son époux ayant des origines juives, ils ne purent satisfaire aux exigences de la Chambre du cinéma du Reich et durent fuir. Zeisler s'installa en Grande-Bretagne et y réalisa trois films, dont The Amazing Quest of Ernest Bliss avec Cary Grant. Lien Deyers faisait la navette entre Londres et La Haye et accepta en mai 1937 un rôle de premier plan dans la production italo-néerlandaise De drie wensen (nl) , mais cette production connut des difficultés : une fois à Cinecittà, Deyers dut attendre deux mois sans que ne rien ne passât, aussi revint-elle à La Haye en juillet 1937. Son rôle dans De drie wensen sera finalement joué par Annie van Duyn (nl). En 1938, Deyers suivit son mari à Londres. Cependant, aucun rôle ne lui fut présenté et leur divorce était dans l'air.
En 1939, elle part pour les États-Unis où William Dieterle se propose de l'aider, et lors du recensement de 1940, elle apparaît divorcée. Elle ne trouva que trop peu de travail : d'une part, il y avait beaucoup d'acteurs Allemands exilés et une forte concurrence pour les rares rôles où il fallait un accent typé ; d'autre part, les grands studios n'avaient peut-être pas oublié son procès contre Fritz Lang. Elle dépendait financièrement du couple Dieterle et surtout du producteur et impresario austro-américain Paul Kohner (c'était une vieille connaissance : il avait produit le septième film de Lien, Frühlingsrauschen (de), en 1929) et de son European Film Fund (en) qui avait pour but de venir en aide aux acteurs européens qui avaient dû s'exiler.
Elle épousa ensuite un ancien gangster reconverti en impresario, Frank Orsatti. Il l'a présélectionnée pour un rôle dans Ainsi finit notre nuit, une adaptation cinématographique d'un roman d'Erich Maria Remarque, mais elle n'a pas obtenu le rôle. Leur divorce en août 1942 a fait la une des journaux nationaux et lui a valu une généreuse pension alimentaire de 125 dollars par semaine, comparable à 1200 euros aujourd'hui. Elle a ensuite épousé en 1944 le fourreur Victor Rubin. Le mariage fut aussi un échec et à la fin de 1948 et le divorce fut également porté à la connaissance de la presse  selon les rapports, Rubin l'avait accusée de gaspiller de l'argent après qu'elle a acheté six pommes sur le marché au lieu des trois demandées. En janvier 1951, elle épousa Philadelphia PA Inquirer, petit-fils du magnat des hôtels de Berlin, et s'installa à Las Vegas.
Peu à peu, elle est devenue dépendante à l'alcool. En raison de son ivresse publique, elle fut arrêtée à plusieurs reprises. Wim Sonneveld l'avait rencontrée à Hollywood en 1957, lors du tournage de La Belle de Moscou, et avait été choqué par son état. Il y a ensuite deux autres signes de vie de Deyers : un séjour dans une prison de Las Vegas en 1964 et une carte postale, adressée à Heinz Rühmann en 1982. Cette carte a été signée avec L. Dyers-Wallburg, ce qui implique qu'elle ait été mariée une (cinquième) fois.
L'écrivain néerlandais Simon Carmiggelt (1913-1987) a appris en 1983 par le directeur de l'Hôtel Corona que Lien Deyers était toujours vivante et qu'elle aurait vécu à Wassenaar. Il l'a signalé dans une lettre à Renate Rubinstein. Le séjour de Lien à Wassenaar ne fut jamais confirmé.

## Filmographie partielle
- 1928 : Les Espions de Fritz Lang
- 1928 : La Sainte et son fou (Die Heilige und ihr Narr) de William Dieterle
- 1929 : Le Capitaine Fracasse de Alberto Cavalcanti
- 1931 : Der Herzog von Reichstadt de Victor Tourjanski
- 1931 : Die Männer um Lucie d'Alexander Korda
- 1931 : L'Homme qui cherche son assassin de Robert Siodmak
- 1932 : Le Studio amoureux de Max Ophüls
- 1933 : Lachende Erben de Max Ophüls
- 1934 : L'Or de Karl Hartl et Serge de Poligny

## Crédit d'auteurs
- (nl) Cet article est partiellement ou en totalité issu de l’article de Wikipédia en néerlandais intitulé « Lien Deyers » (voir la liste des auteurs).